# Thaumastocera haitiensis
Thaumastocera haitiensis är en tvåvingeart som först beskrevs av Stone 1935.  Thaumastocera haitiensis ingår i släktet Thaumastocera och familjen bromsar. Inga underarter finns listade i Catalogue of Life.